# 畠山雄三

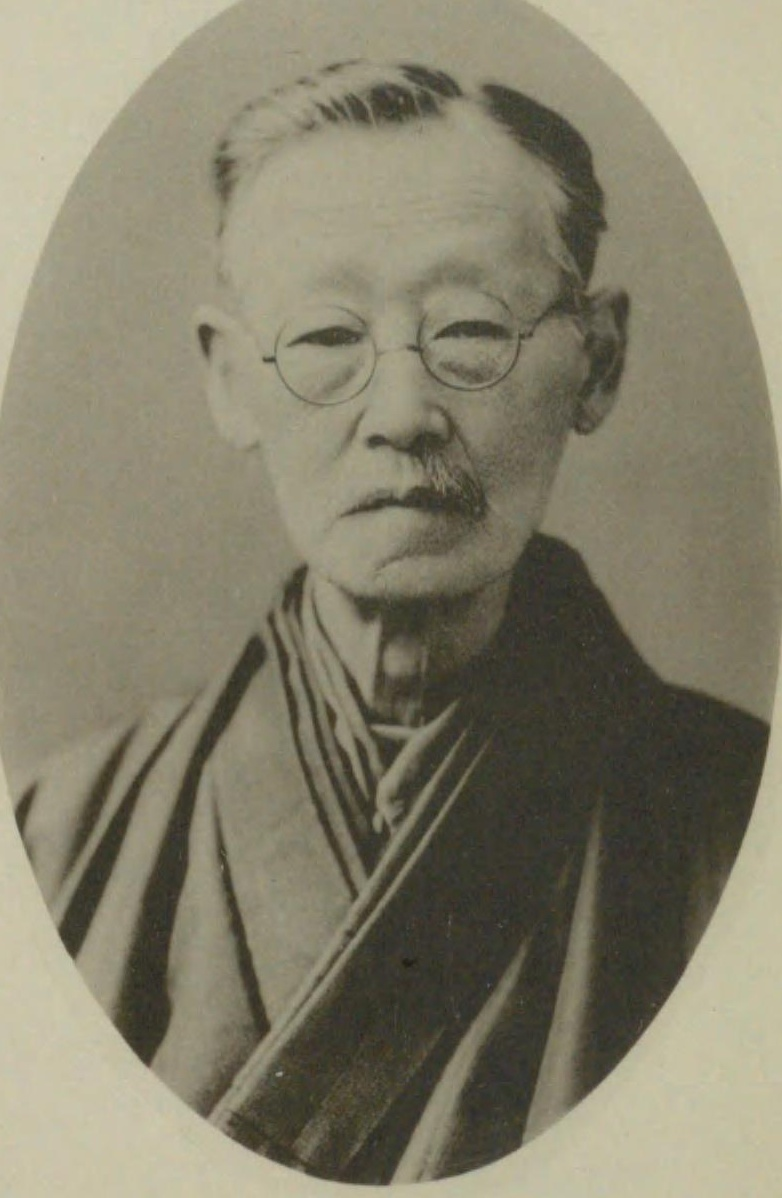
畠山雄三

畠山 雄三（はたけやま ゆうぞう、1851年4月13日（嘉永4年3月12日）- 1932年（昭和7年）1月24日）は、明治から昭和初期の農業指導者、政治家。衆議院議員、秋田県会議長。旧姓・長岐。

## 経歴
出羽国秋田郡七日市村（秋田県北秋田郡七日市村、鷹巣町を経て現北秋田市七日市）で、素封家・長岐家の三男として生まれた。1869年（明治2年）山本郡仁鮒村（響村、二ツ井町を経て現能代市）の地主・畠山藤左衛門の婿養子となる。1873年1月（明治5年12月）養父の死去に伴い家督を相続した。
1870年（明治3年）久保田藩御山守となる。仁鮒村副戸長、同戸長、第三大区書記役、秋田県勧業諮問会議員などを歴任。また自由民権運動に加わる。1879年（明治12年）2月、秋田県会議員に選出され1898年（明治31年）まで在任し、この間、同常置委員、同副議長（2期）、同議長（8期）を務めた。その他、山本郡連合町村会議員、山本郡会議員、地方森林会議員などにも在任した。
1898年3月、第5回衆議院議員総選挙（秋田県第2区、進歩党）で初当選し、同年8月の第6回総選挙でも再選され、衆議院議員に連続2期在任した。
馬産の改良に尽力し、秋田県畜産協議会会頭、畜産組合長などを務めた。林産振興にも尽力し、木材合資会社を設立して社長に就任した。1882年（明治15年）大久保鉄作とともに『秋田日報』を創刊し、廃刊を経て1887年（明治20年）復刊し、『秋田魁新報』に改題後、1889年（明治22年）12月、社長に就任し1896年（明治29年）11月まで在任。また、1889年、有志と秋田馬車鉄道を設立して秋田から土崎で営業を行った。
1932年1月、秋田市保戸野の居宅で死去した。

## 国政選挙歴
- 第1回衆議院議員総選挙（秋田県第2区、1890年7月、自由党）落選[6]
- 第5回衆議院議員総選挙（秋田県第2区、1898年3月、進歩党）当選[5]
- 第6回衆議院議員総選挙（秋田県第2区、1898年8月、憲政本党）当選[5]

## 親族
- 長兄 長岐貞治（秋田県会議員）[1]
- 妻 畠山イト（養父長女）[1]
- 長男 畠山報三（響村長）[1]